# Tarzan II
Tarzan II är en animerad film som den 14 juni 2005 gavs ut direkt till DVD.
Filmen innehåller två nya låtar av Phil Collins.

## Handling
Filmen utspelas långt innan Tarzan träffar Jane och professor Archimedes Porter – när Tarzan fortfarande var liten. Tarzans vän Tufs låtsas vara det legendariska odjuret Zugor så att Tarzan kan lära sig att röra sig smidigt och snabbt, men det går inte.
En dag går gorillorna på en vandring, men när de går över ett stup på en stock börjar det regna och stocken glider ner. Tarzan hamnar inuti stocken och efter ett misslyckande av Kala, Tarzans adoptivmamma, faller han ner och det gör Kala förkrossad. Men Tarzan lyckades rädda sig själv och när han hittar gorillorna igen hör han de andra gorilla-honorna säga att det vore bäst för alla om Tarzan bara försvinner. Så Tarzan bestämmer sig för att rymma iväg långt in i djungeln.
När Tarzan blir jagad av Sabor, leoparden som dödade hans föräldrar, flyr han in i Mörka berget och hör någon ropa "Zugor!", vilket skrämmer iväg leoparden. Tarzan blir sen upptäckt av två jättestora gorillor vid namn Kago och Uto. Uto tror att Tarzan är en fågel, men Kago vet mycket väl hur en fågel ser ut. När Uto petar på Kago och Kago slår Uto kommer deras mamma Gunda. Gunda, Kago och Uto söker skydd när de hör "Zugor!" ropas och Tarzan ser en jättestor skugga på klippväggen. Zugor-monstret verkar visst existera. Tarzan försöker ta skydd i en konstig apas träd, men apan slänger ut honom. När Kago och Uto ska gå och lägga sig berättar Gunda en annan version av deras egen historia. Det var så att Gunda och hennes två söner var vilse ute i den stora vida världen och försökte hitta ett ställe där de var välkomna, men vart de än gick blev de utsparkade och en dag slog de sig ner i Mörka berget. Men Gunda svär att en dag ska hon hitta ett bättre ställe där de kan bo och den här gången ska ingen sparka ut dem, utan då ska de också ta över det området.
Nästa morgon följer Tarzan efter den konstiga apan, men det går inte särskilt bra när Tarzan försöker samla in mat själv. När apan misslyckas att ta en noshörnings frukt hörs "Zugor!" ropas igen och noshörningen söker skydd. Tarzan ser att det är den konstiga apan som ropar "Zugor!" – alla djur på Mörka berget var alltså hela tiden rädda för ett monster som inte ens är ett monster. Så småningom blir Tarzan och Zugor jagade av noshörningen, men Tarzan lyckas rädda Zugor. Zugor tackar inte precis Tarzan för räddningen. Tarzan vill lära sig vad han egentligen är för nåt och ber Zugor att hjälpa honom, men Zugor vill absolut inte hjälpa honom. När Tarzan hotar med att avslöja Zugors hemlighet accepterar Zugor motvilligt att hjälpa honom. 
Tarzans elefant-vän Tantor råkar så småningom höra Tarzan ända från Mörka berget och säger det till Tufs. Tufs och Tantor ger sig av till berget för att leta reda på honom. Zugor vill fortfarande inte slösa bort tid med att hjälpa Tarzan få reda på vad han är, men han gör det ändå när blir påmind om hotet. Ingenting går bra när de försöker få reda på vad Tarzan är för djur. Under tiden får Kala reda på att Tarzan lever och hon ger sig iväg till berget. Tarzan och Zugor börjar till slut komma bra överens när de berättar om när deras mammor brukade bygga bra sovplatser – som att sova på luft. När Tufs och Tantor kommer in i berget blir de skrämda av Zugors vrål – Tantor fastnar i ett hål på klippväggen och Tufs blir fångad av Kago och Uto. Gunda vill att Tufs ska berätta var gorillorna bor och när Kago hotar Tufs så berättar hon. När Zugor kommer tillbaka till sitt träd har Tarzan byggt en sovplats åt honom för hans gamla knotor. Zugor gillar sovplatsen, men Tarzan är orolig för att han kanske är ingenting.
Nästa morgon lurar Tufs Uto så att han får Kago att slåss mot honom, vilket ger henne chansen att fly. När Kago och Uto kommer på knepet blir Kago så arg att när han får tag på Tufs igen, då ska han krossa hennes skalle. Zugor börjar tycka synd om Tarzan och föreslår att han möjligtvis skulle kunna bli en Zugor. Tarzan älskar förslaget och ger sig iväg för att få tag på lite frukost. Tufs hittar Tantor som fortfarande sitter fast i hålet på klippväggen och lyckas dra ut honom. Sen hittar de Tarzan och han tar med dem till Zugors träd, men Gunda, Kago och Uto följer efter dem.
När Tarzan, Tufs och Tantor kommer till Zugors träd berättar Tarzan för dem att Zugor inte är nåt monster, men Gunda, Kago och Uto råkar höra det och märker att Zugor bara är en gammal, ynklig apa. Zugor blir så arg på Tarzan eftersom han lovade att inte avslöja Zugors hemlighet för någon och ändå berättat. Gunda, Kago och Uto ger sig iväg för att ta över gorillornas område. Zugor vägrar hjälpa Tarzan att stoppa Gunda så han får klara sig själv. Kala råkar sen stöta på Gunda, Kago och Uto och Kago slår till henne så att hon ramlar nerför ett vattenfall, men hon lyckas ta tag i en liten avsats. Tarzan dyker upp och precis när Uto ska kasta ner honom kommer Zugor. Zugor berättar att han lyckades få reda på vad Tarzan är: en Tarzan. Medan Zugor tar hand om Gunda får Tarzan nita Kago och Uto. Han lyckas skrämma upp dem totalt genom att härma olika djur. Han lyckas sen rädda Kala från att falla mot en säker död och hon är överlycklig över att se sin son livs levande. När Kago och Uto kommer ser de att Gunda och Zugor har förälskat sig i varandra.
Återförenade med de andra gorillorna berättar Tarzan för Kala om sitt äventyr. Zugor kommer på besök för att säga adjö och tillsammans med sin nya familj beger han sig hemåt. Tarzan visar för Tufs att han nu kan röra sig lite snabbare och han vrålar ut över djungeln.

## Engelska röster[1]
- Tarzan – Harrison Chad
- Zugor – George Carlin
- Uto – Brad Garrett
- Kago – Ron Perlman
- Mama Gunda – Estelle Harris
- Kala – Glenn Close
- Kerchak – Lance Henriksen
- Terkina "Terk" – Brenda Grate
- Tantor – Harrison Fahn
- Sångröst – Phil Collins

### Övriga röster
- Tonka – Connor Hutcherson

m.fl.

## Svenska röster
- Tarzan – Davide Bellman
- Zugor – Pierre Lindstedt
- Uto – Johan Jern
- Kago – Jan Åström
- Mamma Gunda – Anita Wall
- Kala – Sara Lindh
- Kerchak – Torsten Wahlund
- Tufselina "Tufs" – Charlott Strandberg
- Tantor – Isidor Beslik-Löfdahl
- Sångröst – Pelle Ankarberg

Övriga röster — Sam Molavi, Daniel Melén, Lina Lindholm, Charlotte Ardai Jennefors, Monica Silverstrand, Annica Smedius, Dick Eriksson, Adam Fietz, Ole Ornered, Emilie Clausen, Mikaela Ardai Jennefors, Amanda Jennefors, Alma Lindström, Arvid Lindström, Sarah Dawn Finer, Awa Manneh, Lilling Palmeklint, Louise Fält, Peter Getz, Charlie King, Magnus Lange, Oscar Nilsson.